# Soykanova
Soykanova – album muzyczny Stanisława Sojki zarejestrowany z muzykami częstochowskiej sceny jazzowej, m.in. Mateuszem Pospieszalskim, Antonim Gralakiem, Januszem Iwańskim.

## Lista utworów
| 1.  | "Świat"                                                    | 2:29  |
|     | - słowa: Leopold Staff                                     |       |
| 2.  | "Zachód jesienny"                                          | 3:25  |
|     | - słowa: Leopold Staff                                     |       |
| 3.  | "Życie to krótki sen"                                      | 4:06  |
|     | - słowa: Stanisław Sojka                                   |       |
| 4.  | "To twoja droga"                                           | 3:46  |
|     | - słowa: P. Królikowski                                    |       |
| 5.  | "Gdybym..."                                                | 3:31  |
|     | - słowa: Bolesław Leśmian                                  |       |
| 6.  | "Danza"                                                    | 2:55  |
|     | - słowa: Federico García Lorca                             |       |
| 7.  | "To love and lose"                                         | 2:30  |
|     | - słowa: Leopold Staff w przekładzie Mirosława Lipińskiego |       |
| 8.  | "Wywar z przywar"                                          | 5:02  |
|     | - słowa: Andrzej Poniedzielski                             |       |
| 9.  | "Tyś mi spadła z nieba (Ewa)"                              | 3:13  |
|     | - słowa: Stanisław Sojka                                   |       |
| 10. | "Natchnienie"                                              | 3:15  |
|     | - słowa: Leopold Staff                                     |       |
| 11. | "Kuszenie na pustyni"                                      | 4:23  |
|     | - słowa: Roman Brandstaetter                               |       |
| 12. | "Czas nie czeka na nas"                                    | 3:17  |
|     | - słowa: Stanisław Sojka                                   |       |
|     |                                                            | 41:52 |
|     |                                                            |       |
Kompozycje wszystkich utworów autorstwa Stanisława Sojki z wyjątkiem utworu "Wywar z przywar" skomponowanego Jana Hnatowicza.

## Wykonawcy
- Stanisław Sojka – śpiew, instrumenty klawiszowe, gitara akustyczna
- Przemysław Greger – gitara elektryczna
- Mateusz Pospieszalski – saksofon altowy i barytonowy, klarnet basowy
- Antoni Gralak – trąbka
- Leszek Biolik – gitara basowa
- Kuba Sojka – perkusja
- Zbigniew Brysiak

- gościnnie:
  - Janusz Iwański – gitara elektryczna w utworach "Życie to krótki sen" i "Wywar z przywar"
  - Krzysztof Zawadzki – przeszkadzajki
  - Sławomir Kulpowicz – instrumenty klawiszowe
  - Jose o Scura – śpiew w utworze "Danza"
  - Olga Jackowska – recytacja w utworze "Kuszenie na pustyni"
  - Zbigniew Jaremko – klarnet
  - Paweł Tartanu – banjo w utworze "Czas nie czeka na nas"
  - Locko Richter – bas w utworze "Kuszenie na pustyni"